# 瓶子草屬
瓶子草屬（学名：Sarracenia）包含9種（或可能達13種）北美的食蟲植物，屬於瓶子草科。瓶子草科還包含另外兩個屬──眼鏡蛇瓶子草和太陽瓶子草。
瓶子草是食蟲植物，原產於美國東海岸、德州、五大湖區、以及加拿大東南部。大部分的種類只出現在美國東南部（只有紫瓶子草出現在氣溫較低的地區）。瓶子草的葉特化成漏斗狀的陷阱，並產生酶來分解掉進去的獵物。昆蟲會被瓶口以及瓶蓋密腺所分泌的蜜汁吸引，加上捕蟲瓶上部經陽光照射後如彩繪玻璃般，也會誘使昆蟲前往。光滑的瓶口讓昆蟲容易掉進瓶中被消化液分解，成為瓶子草的養分。
在一般的食蟲植物中，瓶子草通常生長在經年潮濕的地方，硝酸鹽為主的養分持續被水沖走，或因為土壤pH值低而無法利用；而瓶子草可以吸引獵物，因此比其他植物更具有競爭優勢。

## 型態與食蟲機制

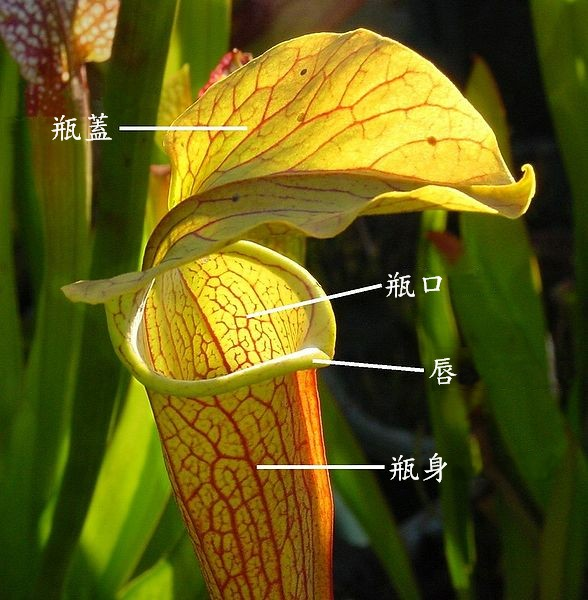
瓶子草利用能夠分泌蜜糖的瓶子，和光滑的唇捕獵昆蟲

瓶子草是多年生草本植物，從地下莖的生長點蓮座狀長出瓶子般的葉，葉子分為具捕蟲功能的捕蟲葉，以及無捕蟲功能的劍形葉。捕蟲葉的開口向上，面向中央，形狀是垂直管狀，瓶口處延伸出一個蓋子，瓶口周圍通常有向外翻捲的「唇」，會分泌蜜糖和氣味，瓶蓋本身也會產生蜜糖，但是量較少。
無論是哪一個種類的瓶子草，捕蟲瓶皆可分為3~5個區域：第一區即瓶蓋，第二區是唇與瓶口，第三、四區（有些種類是合在一起的）和第五區（只有紫瓶子草有第五區）是捕蟲瓶的主體，這些區域都有特定的功能，符合它們型態學上的特色。

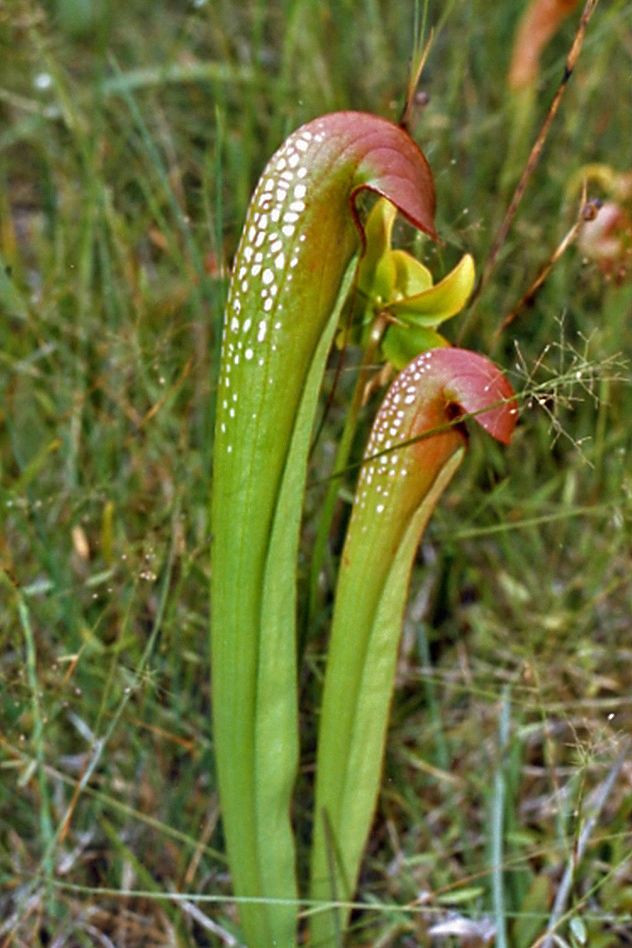
小瓶子草的捕蟲瓶瓶蓋上散布著一小塊一小塊缺乏葉綠素的區域

- 第一區：瓶蓋。大部分種類的瓶蓋會遮蓋部分瓶口，可遮擋雨水，避免雨水稀釋消化液，以及控制消化液水位。瓶蓋也會結合色彩、氣味以及倒生的毛，將獵物誘引到瓶口處。有些特別的種類，例如小瓶子草和鸚鵡瓶子草，它們的瓶蓋非常靠近瓶口，瓶蓋上散布著一小塊一小塊缺乏葉綠素的區域，形成半透明的「窗戶」，飛行的昆蟲會試圖穿過瓶蓋，然後掉進瓶中（同科的眼鏡蛇瓶子草亦有類似且更發達的機制）。
- 第二區：唇與瓶口。此區主要是唇，產生大量的蜜糖，吸引昆蟲停在上面或爬上瓶口，站在危險的陷阱邊緣。第二區也包含了捕蟲瓶上端臘質的管口，臘質堆積在這個部份，昆蟲一不小心就會失足落入瓶子深處。
- 第三區：就在第二區下面，此區的特色是毫無落腳處，它內側的表面覆蓋大量倒生的毛，讓昆蟲完全失去逃跑的機會。此區還鑲嵌著消化腺，分泌含有消化酵素的消化液。
- 第四區：多數的種類到這一區為止，只有紫瓶子草具有第五區。第四區充滿了消化液，酵素和生長在消化液中的細菌會將昆蟲分解，再由捕蟲瓶迅速吸收養分。此區具有更多的消化腺，並被向下生長的粗毛包覆著，讓昆蟲無法逃脫。
- 第五區：位於第四區下方，此區只在紫瓶子草的捕蟲瓶中發現。這是一個光滑無毛，沒有分泌腺，不會行吸收作用的區域，功能不明。

### 食蟲機制
所有的瓶子草在捕獵昆蟲或其他獵物時皆是不移動的。它們的陷阱是靜態的，結合數種誘因（顏色、氣味、蜜）以及無法逃脫的環境──藉由以上高度特化的特殊構造，從瓶口到陷阱裡通常是有進無出的。
多數品種充分利用了氣味、有毒的蜜、臘質沉積（妨礙昆蟲的腳）和重力，讓獵物落入瓶中。在黃瓶子草分泌的蜜糖中，可以發現毒芹鹼的成分，毒芹鹼能使昆蟲麻痺。一旦落入瓶中，瓶壁布滿了光滑的蠟質，讓昆蟲無從落腳。再下去布滿了倒生的毛，昆蟲更加無法離開。在捕蟲瓶最底部，具有消化酵素和潤濕劑的消化液很快地將昆蟲淹死並進行消化。昆蟲的外骨骼通常不會被消化掉，經過一個夏天，瓶身往往會裝滿昆蟲。
鸚鵡瓶子草，捕蟲瓶造型像鸚鵡的頭，利用像龍蝦籠的構造讓獵物進入（雨季時還會有蝌蚪、小魚游入），然後再也出不去。它具有尖銳的向內生長的毛，強迫獵物逐漸進入捕蟲瓶底部，然後被消化掉。

### 花與種子

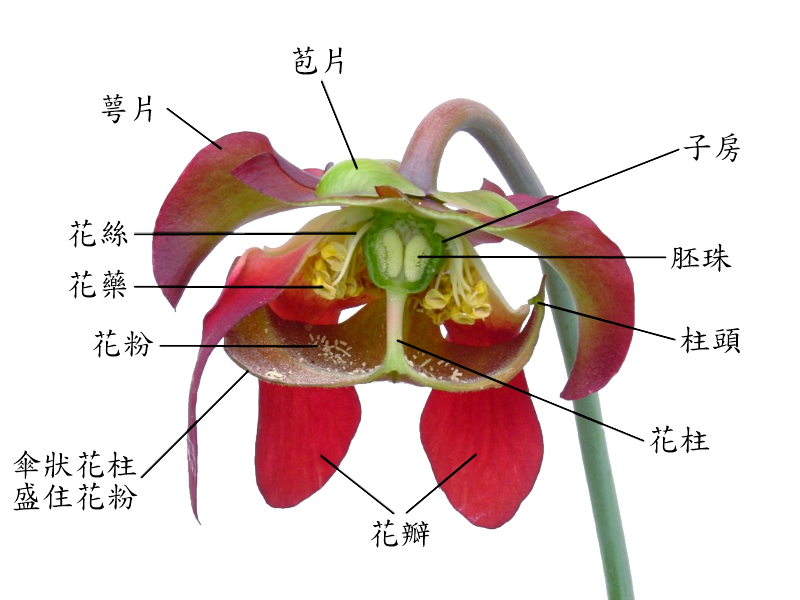
瓶子草花的剖面圖

瓶子草的花在早春的時候，比第一個捕蟲瓶稍早或同時出現，它會單獨伸出一條長長的莖，通常會高出捕蟲瓶很多，避免授粉的昆蟲掉進瓶中。花朵根據種類不同，直徑約3~10公分，不但很吸引目光，而且還有精密的構造，可以避免自花授粉。瓶子草的花具有五個萼片，基部和三個苞片連在一起，萼片下方具有大量的花葯以及一個具有五個頂點的傘狀花柱，上方懸掛著五片紅色或黃色的長花瓣。整朵花是呈現上下顛倒的樣子，因此這個傘狀花柱可以盛住從雄蕊掉落的花粉。柱頭位於傘狀花柱上，接近五個頂點的地方。最主要的授粉者是蜜蜂，蜜蜂要採蜜的時候，由於花朵的構造，牠們必須先經過其中一個柱頭，才能進入倒傘狀的空腔部分。在空腔內，牠們不免會沾到一堆來自花葯或者掉落的花粉。離開的時候，也由於花朵的構造，蜜蜂得從其中一個蓋狀的花瓣出去，這種方式，可以避免蜜蜂經過柱頭造成自花授粉。然後蜜蜂造訪下一朵花，經過柱頭時就把前一朵花的花粉沾在上面了，這個過程會不斷地重複。
開花公式：Ca5 Co5 A∞ G(5)
瓶子草大部分的花是有香味的，這些香味多變，但是通常都很強烈，甚至刺鼻。尤其是黃瓶子草，具有強烈的氣味，聞起來有點像貓尿。

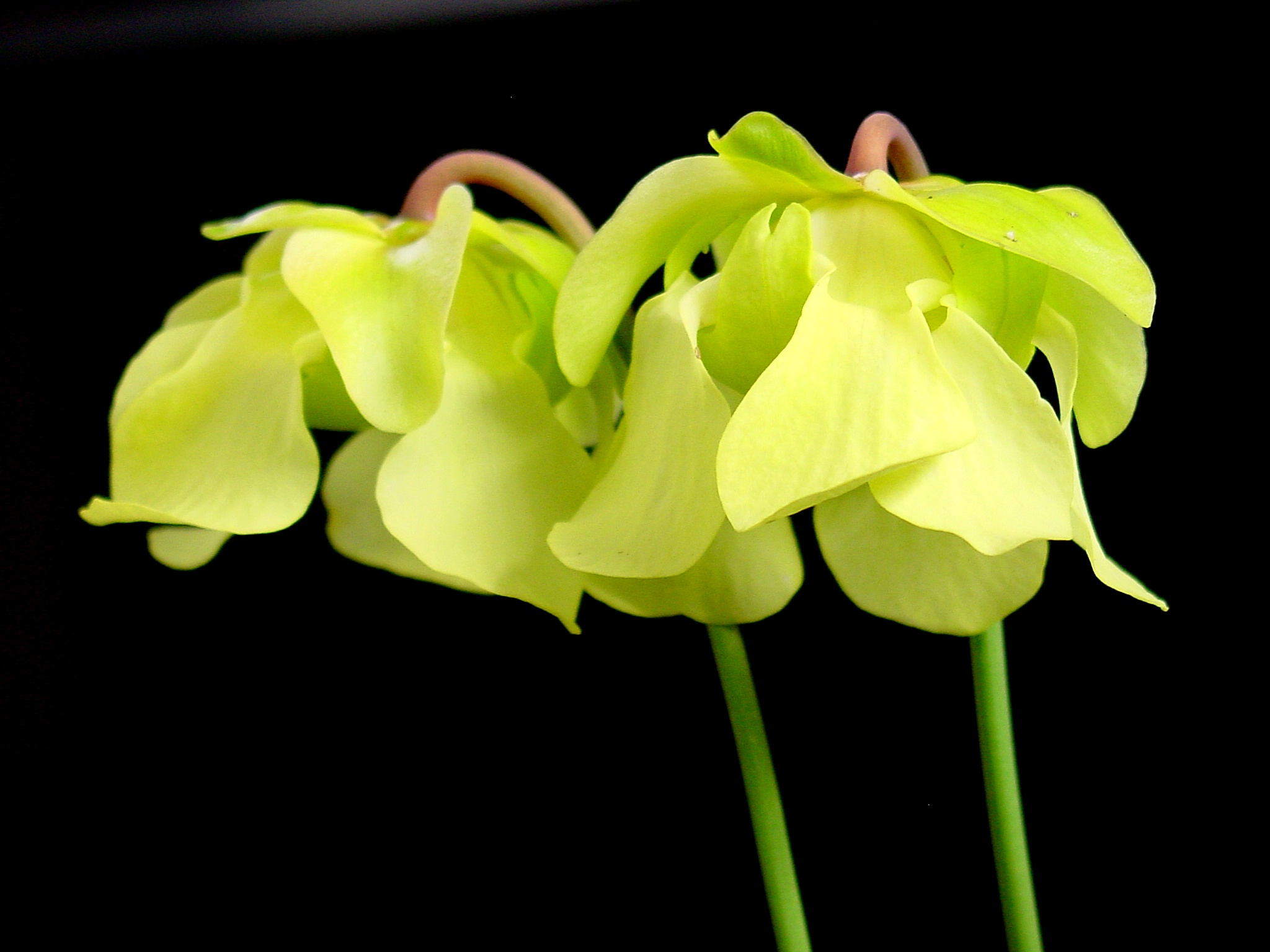
翼狀瓶子草的花

瓶子草的花期約2週，在開花末期的時候，花瓣脫落，而子房如果有授粉，便會開始膨大。種子形成五瓣，其中一瓣產生的種子比其他幾瓣少很多。平均產生300 - 600顆種子，視種類以及授粉成功的情況而定。種子約五個月後成熟，此時種莢會轉變成褐色並且裂開，散出種子。種子約1.5~2mm長，具有粗糙的臘質防水外殼，這個構造可能是為了藉由水流散佈種子。瓶子草的種子需要經過一個「濕冷積層」的階段才會發芽，種子長出的新植株幾乎能立即產生具有功能的捕蟲葉，但是剛開始的一年左右，捕蟲瓶的型態會和成熟葉有所不同，結構上較為簡單。從種子到成熟，約3~5年。

### 生長週期
捕蟲瓶從在開花末期開始生長，一直到晚秋。在秋末的時候，捕蟲瓶開始枯萎，植株長出不具捕蟲功能的劍形葉（或稱葉狀柄）。由於冬季的昆蟲減少，天氣轉冷，也降低了植物的新陳代謝和其他功能，此時把能量花在長捕蟲葉很不划算，劍形葉是比較經濟的選擇。

## 分類
普遍公認的9個物種有：

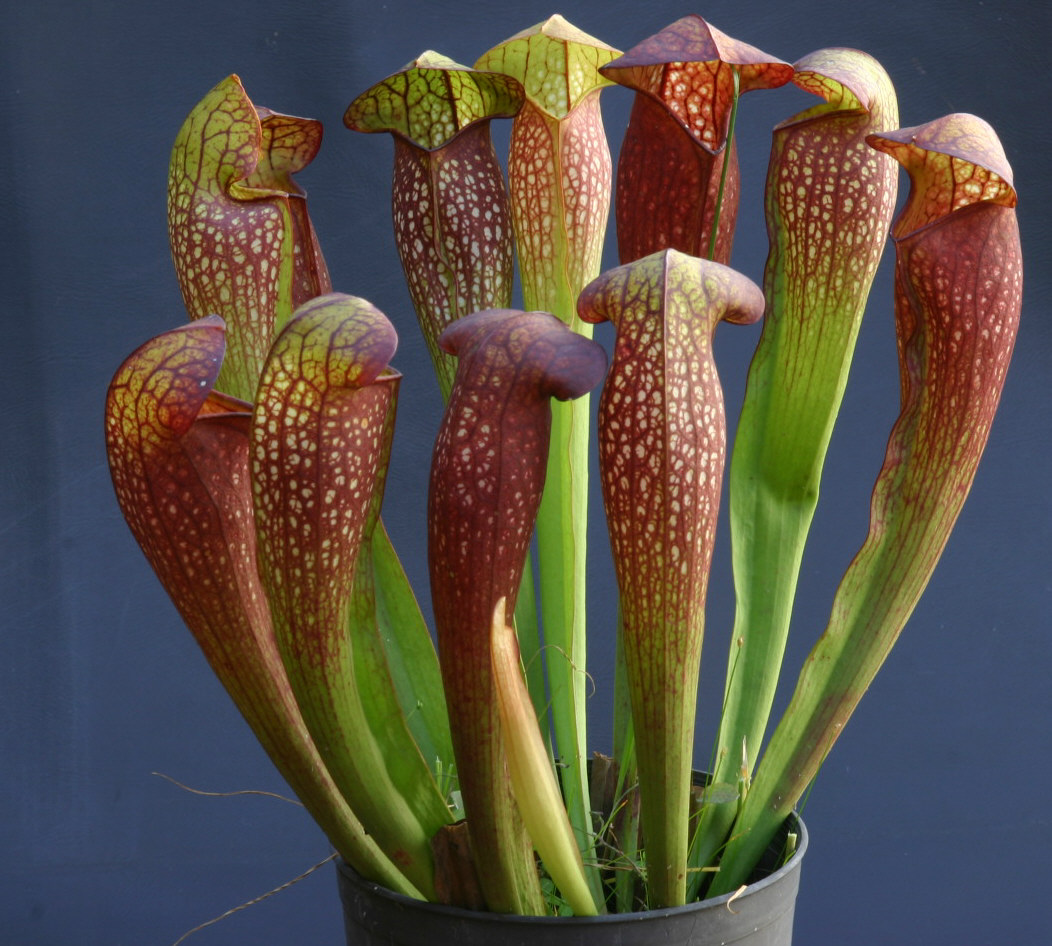
交配種瓶子草

- Sarracenia alata：翼狀瓶子草
- Sarracenia flava：黃瓶子草
- Sarracenia leucophylla：白瓶子草
- Sarracenia minor：小瓶子草
- Sarracenia oreophila：山地瓶子草
- Sarracenia psittacina：鸚鵡瓶子草
- Sarracenia purpurea：紫瓶子草
- Sarracenia rosea：薔薇瓶子草
- Sarracenia rubra：紅瓶子草

## 保育狀況
除被列入附录Ⅰ的所有种均被列為《瀕危野生動植物種國際貿易公約》（CITES）附錄二的物種，被限制出口及貿易。

## 延伸閱讀
- Schnell, Donald E. 2002. Carnivorous Plants of the United States and Canada. Portland. ISBN 0-88192-540-3
- D' Amato, Peter. 1998. The Savage Garden. Berkeley. ISBN 0-89815-915-6

## 外部連結
- （中文） 濕冷積層-鴨子王的blog
- （中文） （翻譯）種子栽培瓶子草[永久]